# 游智煒
游智煒（英語：Tommy Yu，1979年4月15日—），台灣自由導演、編劇、攝影，台北藝術大學電影創作研究所導演組碩士畢業。
除導演身份外，也常在廣告、MV、電影等製作擔任攝影師的工作。

## 爭議事件

### 性騷擾、性侵害
2023年5月下旬起台灣各界掀起#MeToo運動，2023年6月22日開始有受害者指出，游智煒對女性性騷擾、性侵害。經常喝到爛醉來工作，也以工作為由帶女同事返家，對其進行不當肢體觸摸，強行施暴性行為得逞，造成被害者肢體瘀青等身心創傷。告發者透露已知受害者逾20人，並成立自救會。事件公開後，游智煒也在臉書致歉，但文章仍引發爭議。告發者表示她是受到最輕微的性騷，「很多情節嚴重，隱忍多年，大家很害怕，不方便現身」。游智煒參與導演的影集《地獄里長》在22日宣布已將其除名，同作品另有演員許傑輝涉入性騷案，《地獄里長》也刪減其戲份。

### 涉嫌性侵酒醉女子
2024年8月，游智煒涉嫌將酒醉的陌生女子帶回家性侵，被依乘機性交罪起訴。

## 得獎
2005 《生命狂想曲》 / How's life? (35mm 30min short) ， 第42屆金馬獎最佳短片、第28屆金穗獎最佳數位劇情片、第5屆北京電影學院國際影展中國最優秀短片。

## 外部連結
- YouTube上的游智煒頻道
- 影像作品 （页面存档备份，存于） via vimeo
- 中國優酷 （页面存档备份，存于）
- 游智煒在互联网电影资料库（IMDb）上的資料（英文）（英文）
- 游智煒在香港影庫上的簡介
- 游智煒在豆瓣上的资料（简体中文）
- 游智煒在时光网上的簡介（简体中文）
- 讓台灣電影再青春一次 （页面存档备份，存于），《天下雜誌》366期，2007-02-14。